# ممفيس ريدبيردز
ممفيس ريدبيردز (بالإنجليزية: Memphis Redbirds)‏ هو نادي كرة القاعدة أمريكي تأسس في 1998، ويلعب في Pacific Coast League ‏.

## وصلات خارجية
- الموقع الرسمي